# Auguste Garneray
Pour les articles homonymes, voir Garneray.
Auguste Garneray, né le 1er novembre 1784 à Paris et mort le 16 mars 1824 dans la même ville, est un peintre, dessinateur, miniaturiste et aquarelliste français de style troubadour.

## Biographie
Né en 1784 et baptisé dans la paroisse Saint-André-des-Arts, Auguste Siméon Garneray est le second des trois fils de Jean-François Garneray, Ambroise Louis Garneray étant l'aîné. 
Élève de Jean-Baptiste Isabey, il devient professeur et est le maître d'Hortense de Beauharnais et, plus tard, de la duchesse de Berry. 
Concepteur de costumes pour l'Opéra de Paris et pour le Théâtre-Français, il réalise des aquarelles commandées par l'impératrice Marie-Louise pour une Histoire de Mlle de La Vallière, ainsi que des illustrations pour de nombreuses éditions.
Il participe au Salon de 1808 à 1824 et y présente de nombreuses toiles comme La Reine Mathilde, Tombeau du marquis de Brézé, dans l'église cathédrale de Rouen, Aline, reine de Golconde, Vue de la chambre à coucher de madame la duchesse de B..., Portrait de Mme ***, dans sa bibliothèque, Intérieur de l'appartement de Mme la comtesse de ***, Guirlandes de roses d'espèces variées, Portrait de Mlle Pauline G..., Portrait de deux enfants de M. le comte de L..., dans le jardin de l'Élysée Bourbon, Tableau de fleurs, Portrait de la nièce de l'auteur, etc.

## Œuvres (liste non exhaustive)
Illustrations d'ouvrages

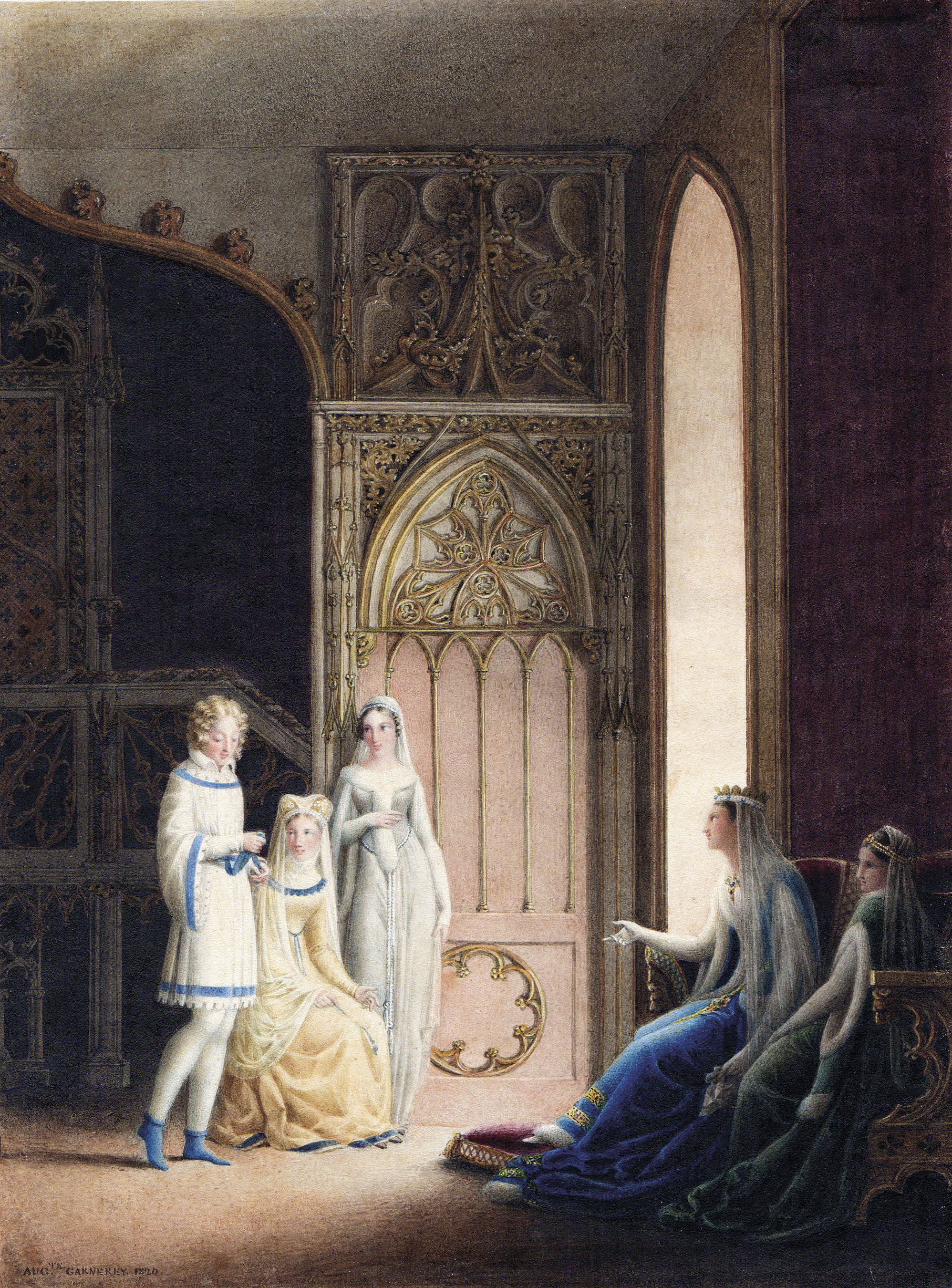
Petit Jehan de Saintré reçu à la cour, aquarelle, 1820

- Recueil de costumes de théâtre, 2 vol., de Augustin Vizentini, non daté
- Marche du duc de Bordeaux chant guerrier sur les paroles de Dieu la foi de David Buhl, non daté
- Priez pour le pauvre insensé, romance, de Jacques Boucher de Perthes, 1821

Aquarelles
- Portrait de l'impératrice Joséphine, 1813 (Voir)
- Vue du château de la Malmaison, (Voir)
- Portrait de Joséphine assise sur une terrasse, (Voir)
- Vue de la Serre chaude, musée des châteaux de Malmaison et de Bois-Préau (Voir)
- Le Salon de musique, musée des châteaux de Malmaison et de Bois-Préau (Voir)